# 4160 Sabrina-John
4160 Sabrina-John è un asteroide della fascia principale. Scoperto nel 1989, presenta un'orbita caratterizzata da un semiasse maggiore pari a 2,4529199 au e da un'eccentricità di 0,0915397, inclinata di 5,05560° rispetto all'eclittica.
L'asteroide è dedicato alla coppia Sabrina M. Gonsalves e John H. Riggins, amici della scopritrice.